# Discoceratites
Discoceratites – rodzaj głowonogów z wymarłej podgromady amonitów, z rzędu Ceratitida.
Żył w okresie triasu (ladyn).